# Coeranoscincus
A Coeranoscincus a hüllők (Reptilia) osztályába a pikkelyes hüllők (Squamata) rendjébe a gyíkok (Sauria) alrendjébe és a vakondgyíkfélék (Scincidae) családjába tartozó nem.

## Rendszerezés
A nembe az alábbi 2 faj tartozik.
- Coeranoscincus frontalis
- Coeranoscincus reticulatus